# Weiden an der March
Weiden an der March är en kommun  i Österrike. Den ligger i distriktet Gänserndorf i förbundslandet Niederösterreich. Huvudorten Oberweiden ligger 36 km öster om huvudstaden Wien.  Kommunen gränsar i öster mot floden Morava som utgör gräns mot Slovakien.
Kommunen består av tre orter (Ortschaften) (inom parentes invånarantal 1 januari 2024):
- Baumgarten an der March (204)
- Oberweiden (437)
- Zwerndorf (376)